# 스튜어트 하이슬러
스튜어트 하이슬러(Stuart Heisler, 1896년 12월 5일 ~ 1979년 8월 21일)는 미국의 영화 및 텔레비전 감독이다.

## 참여 작품

### 편집
- 후피!
- 더 키드 프럼 스페인
- 로마 스캔달
- 《클론다이크 애니》 (1936)

### 감독
- 허리케인 (1937년 영화)
- 더 글래스 키
- 스타 (1952년 영화)
- 교두보를 공격하라
- 론 레인저 (1956년 영화)

## 같이 보기
- 제22회 아카데미상